# Рембельщизна
Рембельщизна (пол. Rembelszczyzna) — село в Польщі, у гміні Непорент Леґьоновського повіту Мазовецького воєводства.
Населення — 534 особи (2011).
У 1975-1998 роках село належало до Варшавського воєводства.

## Демографія
Демографічна структура станом на 31 березня 2011 року:
|          | Загалом | Допрацездатний вік | Працездатний вік | Постпрацездатний вік |
| -------- | ------- | ------------------ | ---------------- | -------------------- |
| Чоловіки | 249     | 54                 | 181              | 14                   |
| Жінки    | 285     | 66                 | 168              | 51                   |
| Разом    | 534     | 120                | 349              | 65                   |